# Merburg

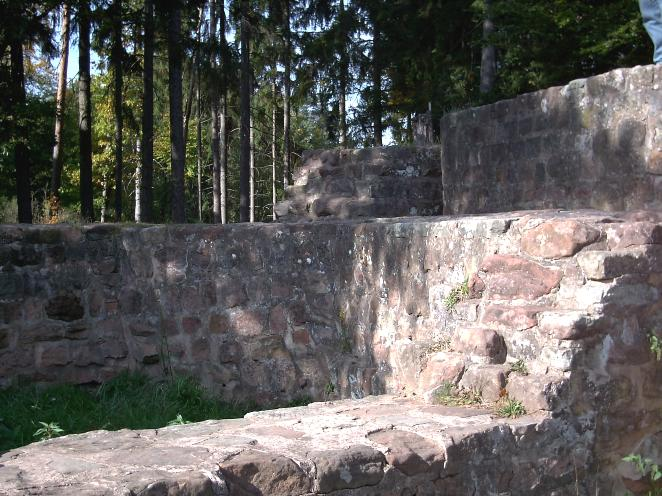
Mauerwerk der Ruine

Die Merburg ist die Ruine einer Höhenburg bei Kirrberg, einem Stadtteil von Homburg, am östlichen Rand des Saarpfalz-Kreises im Saarland. Die Burg aus dem 11. Jahrhundert kann als eine der ältesten und kleinsten Burgen des Saarlandes bezeichnet werden.

## Lage
Die Reste der einstigen Turmburg befinden sich auf dem nur 12 Meter aus dem Tal des Lambsbaches herausragenden 257 m ü. NHN hohen Malafelsen.

## Anlage
Die Merburg besaß einen achteckigen Bergfried, dessen Mauerstärke darauf schließen lässt, dass er mindestens zehn Meter hoch war. Gemeinsam mit einem festen Haus war er von einer 75 Meter langen Ringmauer umgeben.

## Geschichte
Überlieferungen zufolge soll die Merburg in der salischen Zeit zwischen 1024 und 1080 auf dem Malafelsen in Kirrberg errichtet worden sein. 1172 werden erstmals Ritter von der Merburg als Ministeriale genannt.
Die Burg wurde zwischen 1975 und 1980 gesichert und im überkommenen Zustand konserviert.

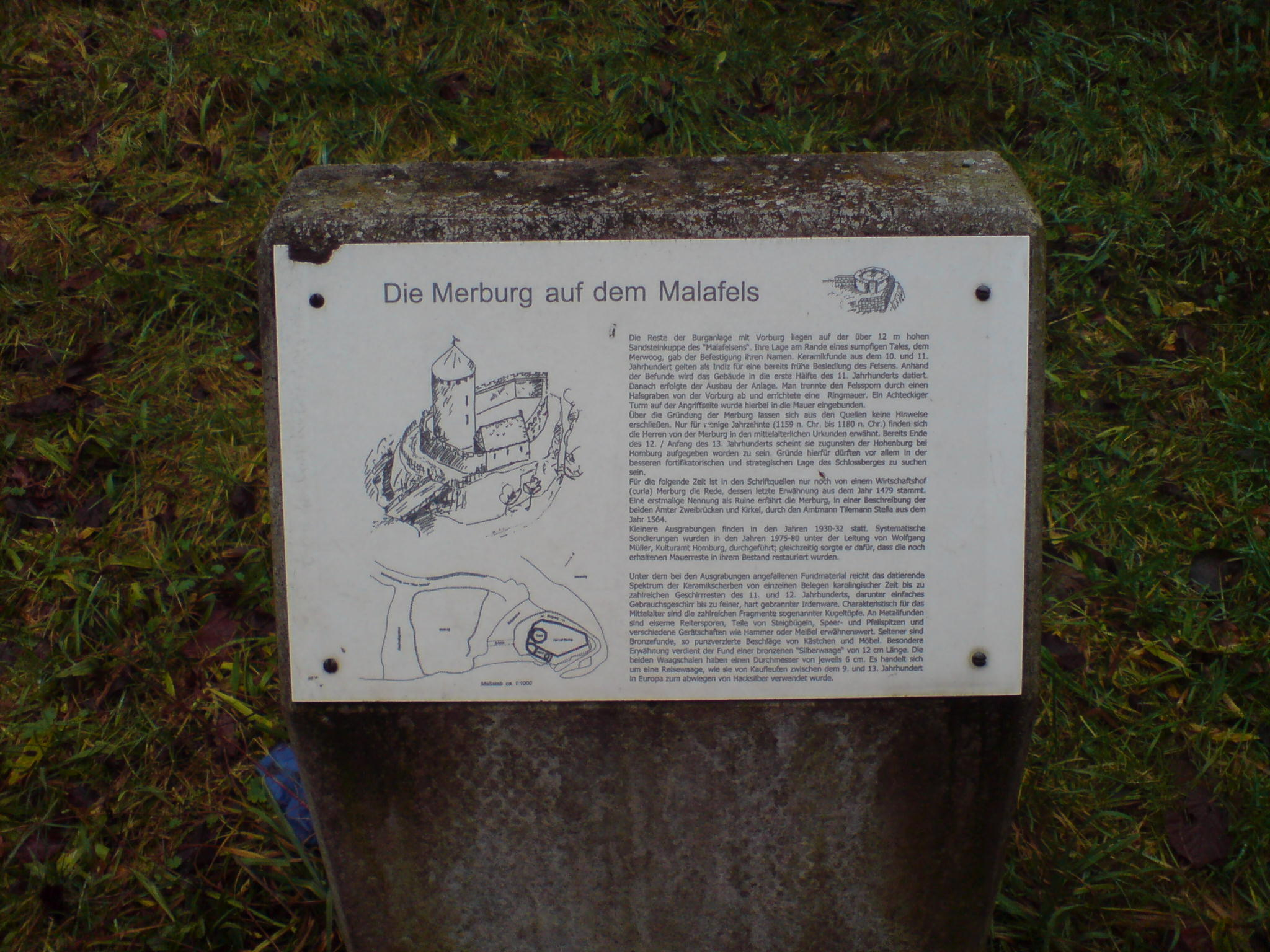
Hinweistafel an der Merburg
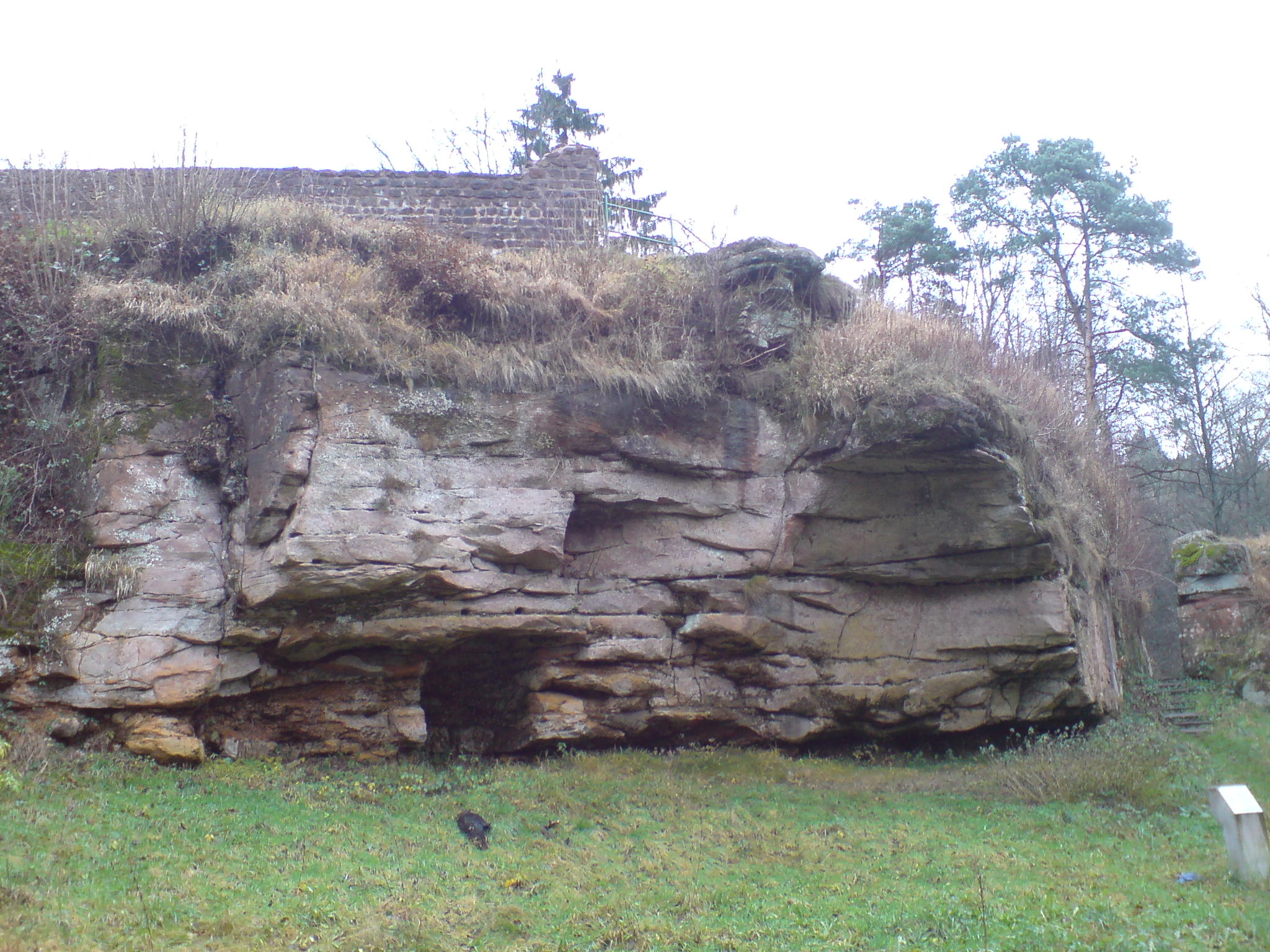
Der Malafelsen
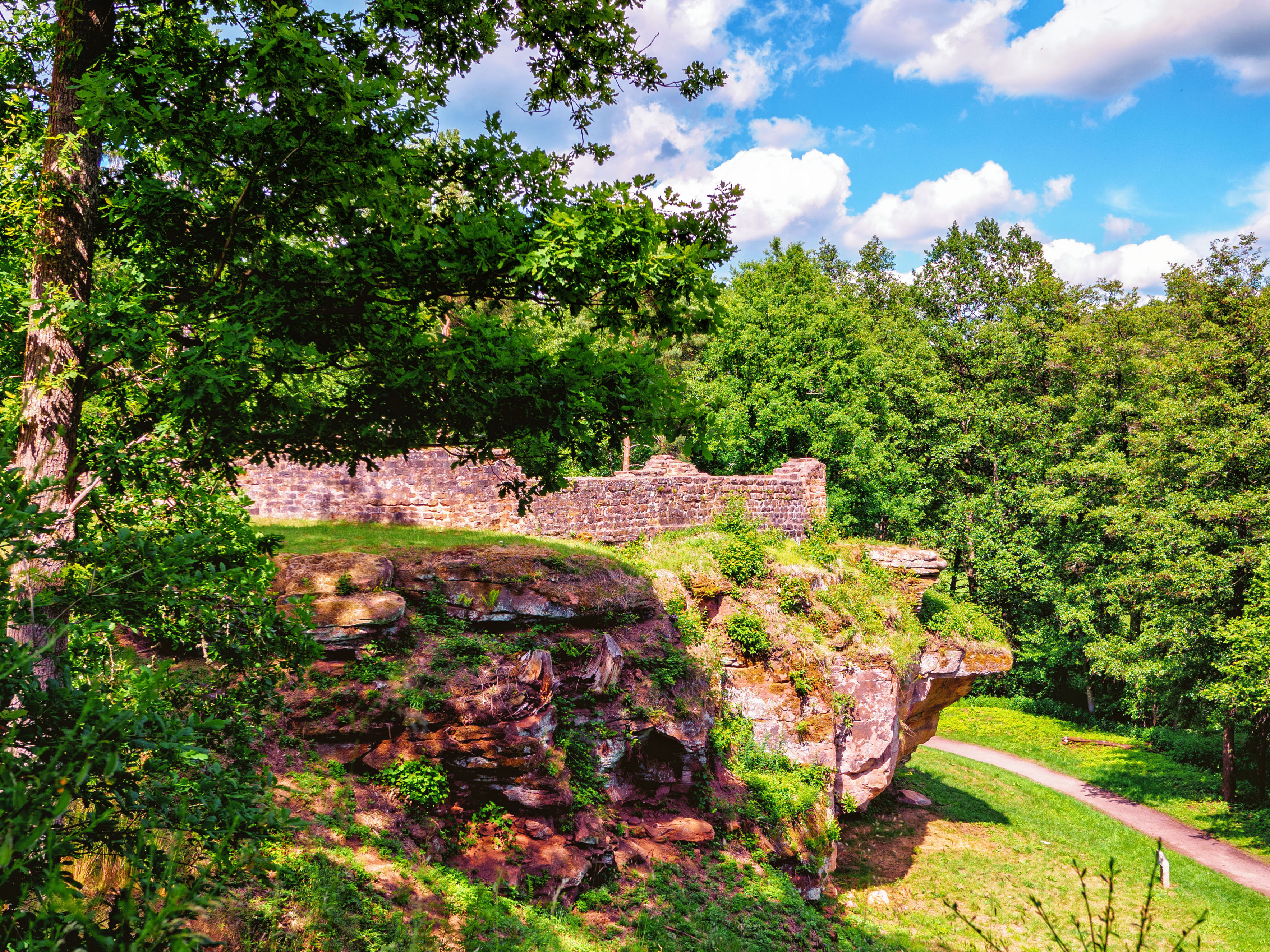
Die Burgruine auf dem Malafelsen
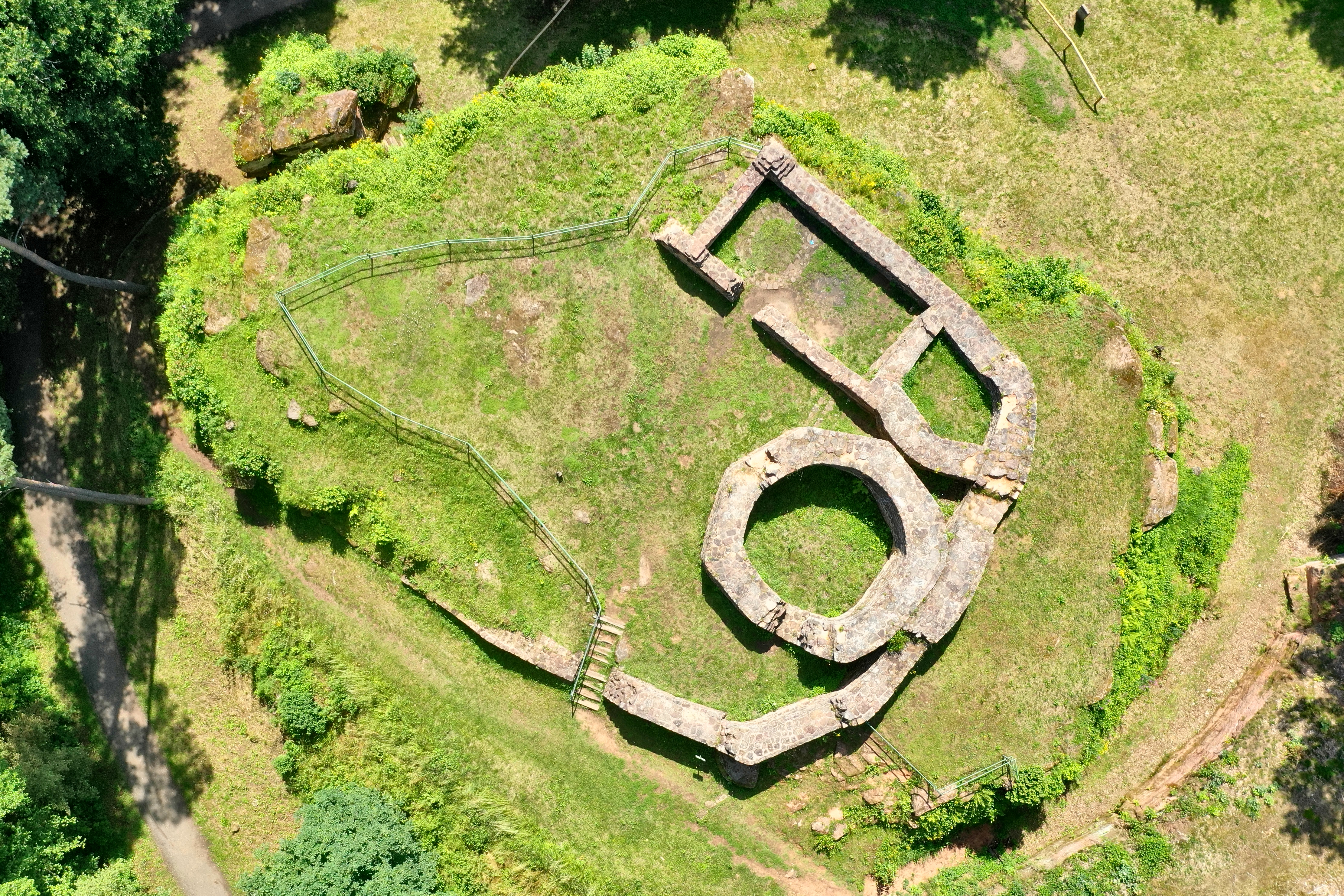
Luftbild der Merburg